# Molodezhnyy Aūdany
Molodezhnyy Aūdany är ett distrikt i Kazakstan.   Det ligger i oblystet Qaraghandy, i den centrala delen av landet, 170 km öster om huvudstaden Astana.